# Al-Baqliya
Al-Baqliya és un llogaret d'Egipte al sud d'Al-Mansurah, a la part oriental del delta del Nil, a l'oest de Tell al-Ruba (Per-Banebdjedet), que correspon a l'antiga ciutat egípcia de Bah (o Ba'h), que fou anomenada Hermòpolis Parva o Hermopòlis Mikra pels grecs, i fou capital del nomós XV del Baix Egipte (Tehut), i que cal no confondre amb un altre Hermòpolis Parva a la part occidental del Delta (la moderna Damanhur) que fou la capital del nomós VII (Wa-imnty). Hermòpolis fou el nom donat a les ciutats associades amb el deu Thoth identificat amb el grec Hermes.
Els llocs excavats són:
- Tell al-Naqus (Turó de la campana), on probablement hi havia la ciutat i el temple de Thoth; en aquest lloc es va trobar una columna amb algunes altres restes, i els fonaments d'un tancat de 350 per 384 metres; entre les inscripcions els noms dels faraons Psamètic I Wahibre i Àpries Haaibre, i fragments d'una estàtua d'Ahmose II Khnemibre. No s'han trobat restes anteriors a l'imperi nou.
- Tell al-Zereiki, on probablement era la necròpolis de la ciutat, on s'ha trobat un cementiri.